# Grajera
Grajera – gmina w Hiszpanii, w prowincji Segowia, w Kastylii i León, o powierzchni 12,69 km². W 2011 roku gmina liczyła 256 mieszkańców.